# Gamma Lupi
Gamma Lupi är en roterande variabel av ellipsoid typ (ELL) i stjärnbilden Vargen. Stjärnan varierar mellan magnitud +2,69 och 2,71 med en period av 2,8511 dygn.
Gamma Lupi är en blå underjätte av spektralklass B2. Den var känd redan av kinesiska astronomer, under namnet 騎官一 ("Kavalleriofficerens första stjärna"). Med teleskop kan ses att Gamma Lupi är en dubbelstjärna, Gamma Lupi AB-systemet. Gamma Lupi A är I sin tur en spektroskopisk dubbelstjärna med perioden 2,8081 dygn.